# Kwenowie
Kwenowie – fińska mniejszość etniczna w Norwegii.

## Etymologia nazwy
Mianem Kwenów w średniowieczu opisywano ludzi pochodzenia fińskiego, którzy mieszkali na północnych i wschodnich wybrzeżach Zatoki Botnickiej. Etymonologię nazwy ludu wywodzi się do fińskich słów kainu(u) oraz Kainuunmaa, niemniej to drugie nie dotyczy przynależności etnicznej czy pochodzenia, a określa teren wilgotny, nisko położony. Hans Kr. Eriksen przywołuje etymologię słowa Kwen, które powstało w wyniku nieporozumienia: słowu blisko do dopełniacza staronorweskiego wyrazu kona – kobieta (dopełniacz liczby mnogiej: kvenna). Stąd przekonanie, że Kwenowie wywodzą się z plemienia amazonek. Przyjęte powszechnie tłumaczenie pochodzenia słowa odnosi się do fińskiego kainulainen, oznaczającego mieszkańca terenów równinnych nad Zatoką Botnicką.

## Historia

### Pochodzenie
Pierwsze wzmianki o Kwenach pojawiają się w kronikach z IX w., m.in. w relacji Ottara, spisanej na dworze króla Alfreda z Wessex pod koniec wieku. W języku nordyckim określano ich jako kvenir lub kvænir, w staroangielskim jako cwenas. Informacje o Kwenach pojawiają się też w sagach autorstwa Snorriego Sturlusona.
W średniowieczu lud Kwenów doznał rozpadu zapoczątkowanego ekspansją Karelów ok. 1100, a zakończonego, gdy Szwedzi wyznaczyli granice swojego państwa na północnym wschodzie. Stało się to po zawarciu pokoju w Nøteborgu w 1323. W XVI w. do Finnskogene w krainie Østlandet na południowym wschodzie Norwegii przybyła grupa ludności fińskiej, którą określano mianem Kwenów. Według Hansa Kr. Eriksena nie można mylić tych dwóch grup. Kwenowie to ludność o korzeniach w Finlandii lub północnej Szwecji, która zamieszkuje Nordkalotten. Mianem Kwenów nie można nazywać Finów przybyłych do Østlandet.

### Osadnictwo w Norwegii
W pierwszych spisach ludności prowadzonych dla celów podatkowych w 1520 i później pojawiają się pojedynczy Kwenowie. Nie zajmowali zwartego obszaru. Prawdopodobnie byli to fińscy emigranci, którzy szukali pracy przy sezonowych połowach ryb na wybrzeżu północnej Norwegii, w fiordach albo rzekach. Kwenowie byli zręcznymi i pracowitymi rolnikami, wielu było cenionymi rzemieślnikami (kowale, stolarze, smolarze), więc byli cenieni przez rząd norweski. Regularna migracja Kwenów do północnej Norwegii miała miejsce dopiero w I poł. XVIII w. i przebiegała falami.
Einar Niemi wydzielił trzy etapy fińskiej emigracji do Norwegii:
- ok. 1720–1820
- od lat 20. XIX w. do końca XIX w. aż do końca stulecia
- po II wojnie światowej, szczególnie w latach 60. XX w. i później[2].

W pierwszym etapie imigranci osiedlali się głównie w regionach Finnmark i Nord-Troms z powodu możliwości uprawy ziemi. Powstały osady: Tanadalen, Porsanger, Alta, Kvænangen, Nordreisa i Lyngen. Przyczyną migracji była III wojna północna (1700–1721), Finowie uciekali z wojska carskiego lub emigrowali z powodu głodu. Migracje ułatwiało to, że granica między Norwegią i Szwecją aż do Varanger została ustalona dopiero w 1751, a dalej na wschód w 1826.
Tereny zajmowane przez Kwenów były zasiedlone już przez Norwegów i Saamów. Zdarzały się małżeństwa pomiędzy Saamami i Kwenami. Od I poł. XVIII w. wśród Kwenów dominowali mężczyźni w średnim wieku. W świetle danych z 1740 ok. 8% kwenów przybyło do Norwegii ze Szwecji lub Finlandii z żoną, zaś 39% poślubiło kobiety Saamu. Kwenowie przejęli wiele cech od Saamu. Stali się dwujęzyczni, utrzymywali się z rybołówstwa, nosili ubrania i używali rzeczy uważanych za saamskie, ale lepiej od Saamu uprawiali ziemię.
W XIX w. korzystne warunki gospodarcze sprawiały, że nastąpiła kolejna fala migracji Kwenów. Do Norwegii przyciągały ich możliwości uprawy ziemi i rybołówstwo, ale też rozwijający się przemysł wydobywczy, m.in. kopalnia miedzi w Kåfjord w Alcie w 1826. Łączenie pracy na roli z praca w kopalni nie było rzadkością. Do urbanizującego się regionu przyjeżdżali służący, robotnicy, rzemieślnicy i kupcy, a wykształceni zatrudniali się w administracji. W II poł. XIX w. do migracji skłaniała możliwość podjęcia pracy przy budowie dróg i linii kolejowych. Przyjazdy do północnej Norwegii najczęściej kończyły się trwałym osadnictwem Kwenów. Według spisu powszechnego z 1845 w obecnym hrabstwie Troms zarejestrowano ok. 1000 Kwenów. W Finnmark było ich ok. 1700 (13% ludności). Do 1875 liczba Kwenów wzrosła do 3500 w Troms (8% ludności) i 5800 w Finnmark (25% ludności). W niektórych miejscowościach odsetek Kwenów był znacznie wyższy. Szczególnie rozległa była osada Kwenów w Vadsø. W latach 70. XIX w. Kwenowie stanowili tam ok. 60% mieszkańców.
Po II wojnie światowej czynnikiem decydującym o migracji był ten ekonomiczny. Imigracja zarobkowa o charakterze sezonowym skutkowała stałym osadnictwem. W Norwegii, szczególnie latem przy połowie ryb, potrzebna była siła robocza. Jednocześnie północna Finlandia napotkała trudności w rozwoju z powodu transformacji rolnictwa i leśnictwa.

### Liczebność i rozmieszczenie w Nowergii
Istnieją różne kryteria przynależności do Kwenów, więc nierzadko trudno określić ich liczebność. Pomocne są spisy ludności, ale według Bjørnara Seppoli mogą być mylące. Przykładowo w 1930 zarejestrowano 8215 Kwenów w Troms i Finnmarku, natomiast w 1950 było ich tylko 1 724. Mogło to być związane z dążeniem władz norweskich do eliminacji kultury i języka Kwenów w duchu nacjonalizmu norweskiego. Poza tym od XIX w. Kwenowie kojarzeni byli z obcymi, dawniej z carską Rosją, pod panowaniem której była Finlandia, postrzegana jako zagrożenie dla młodego państwa norweskiego.
W celu ustalenia liczebności Kwenów Bjørnar Seppola zaproponował następujące kryteria:
- regularne używanie języka fińskiego w codziennej komunikacji z fińskojęzycznymi osobami.
- komunikowanie się w języku fińskim, ale bez określenia stopnia aktywności i umiejętności
- poczucie odrębności etnicznej w stosunku do Norwegów i Saamów.
- świadomość fińskiego pochodzenia.

Według pierwszego kryterium 1 500–2 000 osób w Norwegii używa języka kweńskiego w komunikacji z innymi Kwenami. Potwierdziły to badania z lat 80. XX w. Przyjmując za wiodące drugie kryterium, ustalić można, że liczba Kwenów według danych Związku Kwenów Norweskich z 1994 r. to 5–7 tys. osób. Związek Kwenów Norweskich wskazuje, biorąc pod uwagę trzecie kryterium, 10–15 tys. Kwenów. Biorąc pod uwagę czwarte kryterium, warto wskazać, że 18 217 mieszkańców Finnmarku w wieku 20–62 lat w okresie 1988–1992 podało, że dwoje lub więcej dziadków jest/było pochodzenia fińskiego. W Troms prawdopodobnie było ok. 11 tys. takich osób.
Tradycyjne osadnictwo kweńskie obejmuje północne Troms i Finnmark. W północnym Troms wyróżnia się miejscowość Skibotn, gminy Nordreisa i Kvenangen, natomiast w zachodnim Finnmarku gminy Alta i Porsanger z wioskami Lakselv i Børselv. We wschodnim Finnmarku ważną rolę pełnią wioski Bugøynes, Neiden i Pasvik w południowym Varanger. Po północnej stronie fiordu Varanger wskazuje się na Vestre Jakobselv, Vadsø i Skallelv. Kwenowie mieszkają też w Tana. Dawniej w Vardø mieszkało wielu Kwenów, ale ich liczebność spadła.

## Tożsamość

### Język i kultura
W trzymaniu odrębności języka kweńskiego, należącego do ugrofińskiej grupy językowej, pomogła religia. Kwenowie byli Laestadianami. Duchowni kładli nacisk na używanie języka ojczystego w liturgii, nauczaniu i modlitwie, także wielu księży luterańskich spoza ruchu Laestadian popierało prawo Kwenów do nauczania religii w ich języku ojczystym.
W II poł. XIX w. władze Norwegii prowadziły wobec Saamów i Kwenów aktywną politykę narodową. W niektórych miejscach fiński był nauczany do 1936, ale jego użycie gwałtownie spadło. Silny nurt nacjonalistyczny, hasło „jeden naród – jeden naród – jeden język” i wynikającego z tego postawy rasistowskie nie przyczyniały się do pielęgnowania języka Kwenów, którzy byli postrzegani jako zagrożenie, ponieważ mieszkali na terenach graniczących z Finlandią, która w latach 1809–1917 była Wielkim Księstwem w carskiej Rosji. W pewnym momencie władze norweskie zakazały używania języka kweńskiego i fińskiego w szkołach i kościołach. Ustawa o sprzedaży ziemi z 1902 objęła Kwenów i Samów, ustalono, że tylko osoby posługujące się językiem norweskim mogą kupować ziemię. Przepis ten rzadko był przestrzegany, ale przyczynił się do stygmatyzacji mniejszości etnicznych w Norwegii. Stąd też wielu Kwenów i Saamu zaprzeczało swojej tożsamości albo ją ukrywało.
Język i kultura Kwenów przetrwały do II wojny światowej w większości kweńskich osad w północnej Norwegii. Zakaz fińskiego jako języka nauczania zniesiono w końcu lat 60. XX w., w szkołach podstawowych dopiero w 1980.

### Rewitalizacja
W latach 80. XX w. nastąpił renesans kultury kweńskiej, do czego, według Teemu Ryymin, przyczyniły się: pozytywne postrzeganie odrębności etnicznej zgodnie z trendami światowymi, napływ emigrantów z Finlandii do północnej Norwegii po II wojnie światowej oraz rozwój organizacji społecznych, które zakładali Finowie i Saamowie, a Kwenowie mogli nimi zainspirować. Podstawowym impulsem był rozwój poczucia własnej tożsamości oraz odrębności etnicznej.
Istnieje Związek Kwenów Norweskich i wydawana jest gazeta „Ruijan Kaiku” z podtytułem „Kweńsko – fińska gazeta w Norwegii”. Niemniej publikowane teksty nie informują, jak Kwenowie określają własną tożsamość. Co więcej, obywatele Nowergii pochodzenia fińskiego używają różnych określeń na siebie samych. Informatorzy, z którymi rozmawiała Sigrid Skarstein, identyfikują się jako Norwegowie oraz mieszkańcy Finnmarku. Mówią o sobie także jako o Kwenach lub potomkach fińskich imigrantów. Współcześnie tożsamość etniczna Kwenów jest opcjonalna, płynna. Niektórzy podkreślają rozdźwięk między własną przynależnością państwową (norweską) a etniczną (kweńską).
W badaniach Bjørna Olava Medgarda prowadzonych w Vadsø uwidoczniły się różne sposoby identyfikacji etnicznej:
- albo/albo – albo Norweg, albo Kwen bądź Saam
- i/i – osoba przynależy do więcej niż jednej grupy
- ani/ani – osoba nie należy do żadnej „czystej” etnicznie kategorii[2].

Oprócz Związku Kwenów Norweskich i trójjęzycznego miesięcznika „Ruijan Kaiku” wśród inicjatyw mających na celu podkreślanie istnienia kultury kweńskiej warto wymienić czasopismo naukowe „Arina”. Na Uniwersytecie w Tromsø odbywa się kurs języka kweńskiego, trwają prace nad ustaleniem podstaw języka w formie pisanej. Istnieje też Kweński Instytut w Børselv. Na początku XXI w. w Norwegii zaczął działać Ośrodek Kultury Kweńskiej, którego zadaniem jest dbanie o promocję dziedzictwa Kwenów. Co roku w gminie Nordreisa organizowany jest festiwal Baaski poświęcony kulturze kweńskiej, a w Oslo w kwietniu obywa się tydzień Kwenów. W programie są konferencje, spotkania literackie, warsztaty o kulturze i języku Kwenów. Co tydzień w radio nadawana jest 12-minutowa audycja w języku kweńskim. Język kweński jest nauczany jako język na poziomie B lub C w kilku szkołach średnich w północnej Norwegii. W 1996 zyskał status drugiego języka w wioskach Kwenów na północy kraju, w Troms i Finnmark. Pamięć o Kwenach, ich kulturę i język pielęgnują Instytut Kweński (Narodowe Centrum Języka i Kultury Kweńskiej), Vadsø museum – Ruija kvenmuseum w Vadsø, Centrum Językowe Storfjord, Norweskie Stowarzyszenie Kobiet – Ruijan Kveeniliitto założone w 1987 (zaangażowane m.in. w wydawanie miesięcznika „Ruijan Kaiku”) i Federacja Norwesko-Fińska (Norjalais-Suomalainen Liitto).
W 2020 na Wydziale Prawa i Nauk Społecznych Uniwersytetu Jana Kochanowskiego w Kielcach mgr Sylwia Hlebowicz obroniła pracę doktorską Kwenowie we współczesnej Norwegii – rewitalizacja i zagadnienie tożsamości na przykładzie norweskiej polityki społeczno-kulturowej.

### Kontrowersje
Kwen to określenie kontrowersyjne. W Norwegii Kwenowie od 1998 są oficjalnie uznawani za mniejszość narodową, ale zasadność tej decyzji jest kwestionowana. Przykładowo norwesko-fińska Grupa Interesu jest przeciwna używaniu określenia Kwen i dąży do zlikwidowania statusu Kwenów jako mniejszości narodowej.
Od kwietnia 2005 język kweński uznawany jest w Norwegii za odrębny. Jest określany jako zagrożony wyginięciem. Część badaczy i użytkowników protestuje przeciwko braku rozróżnienia języka fińskiego i kweńskiego. Stąd definicja Kwenów jako potomków fińskich imigrantów, którzy przywędrowali do północnej Norwegii w XVI wieku i później, jest kwestionowana. Związek Kwenów Norweskich podejmuje działania, by Kwenowie zostali uznani w Norwegii za tubylców, którzy zamieszkiwali teren obecnej Norwegii przed wyznaczeniem jej dzisiejszych granic i nie byli imigrantami. Również określenie Kwen jest kwestionowane z powodu jego wielowiekowego negatywnego wydźwięku (używano go jako obelgi).
Według Venke Olsen pojęcie „Kwen” należy zastąpić słowami finne, finskættet oraz finsk, ponieważ określenie „Kwen” nie jest endoetnonimem, odzwierciedla nazewnictwo związane z norweską tradycją etniczną, ludowa etymologia słowa wprowadza zamęt i niepewność, a etnonim jest odbierany przez samych Kwenów jako dwuznaczny i dziwny.
Zwolennik użycia określenia „Kwen”, Einar Niemi, uważa, że Kwenowie nie mieli endoetnonimu, który stałby się reprezentacyjny i akceptowany przez grupę i otoczenie. „Kwen” to słowo o funkcji endo- i egzoetnonimu. Pojęcie jednoznacznie i wystarczająco określa ramy etniczne grupy nim określanej bez odniesienia do narodowej i politycznej nomenklatury. Słowa finn i finne są kojarzone z Saamami i w tym znaczeniu używane w mowie potocznej. Słowo finlender określa osobę mieszkającą w Finlandii lub mająca fińskie obywatelstwo. Z kolei kultury Kwenów nie można zakwalifikować ani do fińskiej, ani norweskiej. Etnonim „Kwen” już zakorzenił się w terminologii fińskiej i norweskiej. Wreszcie „Kwen” jest określenie neutralnym i chętnie jest używane przez młodych przedstawicieli i przedstawicielki grupy, co wybrzmiewa w badaniach etnograficznych.